# Daria Morgendorffer
Daria Morgendorffer es un personaje ficticio de las series Beavis and Butt-Head y de su derivación, Daria.

## EnBeavis and Butt-Head
Daria empezó siendo un personaje recurrente en Beavis and Butt-Head, siendo una chica inteligente, sarcástica y a veces cínica. Aunque no los odia o desprecia como el entrenador Buzzcut o el director McVikar, tampoco se preocupa por ellos como David Van Driessen. A menudo se divierte con su estupidez, o se aprovecha de ella.
A Daria le gusta estar con ellos porque encuentra su idiotez entretenida. Beavis y Butt-Head a veces la llaman con el apodo "Diarrea".
En el episodio "U.S history", les dice que nunca se graduarán, y que graduarse es terminar por completo los estudios, a lo que Beavis responde: "¿quieres decir, como que... la escuela termina?". En un especial de Navidad, se muestra que Butt-Head le había dado una mirada negativa de los hombres. En el último episodio de la serie, cuando el dúo había "muerto", ella expresó que ellos no tenían un buen futuro por delante. Es uno de los pocos personajes a los que no les causaron desgracias.

## EnDaria
En el spin off, Daria posee las mismas características y personalidad que en la serie predecesora. 
A diferencia de otros personajes animados, su edad avanza con el pasar de los episodios. Al comienzo de la serie tenía 16 años y al final tuvo 18. Tiene mejores relaciones con los personajes. Otro interesante dato es que a medida que la serie avanzó su personalidad fue cambiando, aunque nunca perdió su visión hacia la vida en general.

## 20 años después
En abril de 2017, la cocreadora Susan Lewis y la diseñadora de personajes Karen Disher fueron entrevistadas por la revista estadounidense Entertainment Weekly con motivo de la conmemoración del 20º aniversario del estreno de Daria. En la entrevista, se les pidió a ambas reimaginarse a los personajes principales 20 años después de los eventos de la serie.
En el futuro, Daria se mudó a la ciudad de Nueva York para trabajar como guionista, siendo la única mujer de su profesión en un programa nocturno de entrevistas. Vive sola junto a un gato llamado Godzilla y, habiéndose olvidado de sus sentimientos por Trent, ha tenido mala suerte en el amor al no poder encontrar aún a alguien especial, con lo que recurre a un sitio web de citas en línea para revertir la situación.